# Christine Ahn
Christine Ahn é uma activista pela paz e escritora sul-coreana e estadunidense, fundadora da Woman Cross DMZ, um movimento global de mulheres que advogam pelo fim do conflito entre a Coreia do Norte e a Coreia do Sul, e co-fundadora do Korea Policy Institute (KPI).

## Percurso
Christine Ahn nasceu na Coreia do Sul e imigrou para os Estados Unidos quando tinha 3 anos.
Filha mais nova de 10 irmãos, dos quais 9 eram mulheres, ganhou consciência sobre o papel da mulher na sociedade com a sua mãe, que apesar da sua baixa escolaridade e de ter passado por uma guerra e por uma ditadura, sustentava a família e a mantinha unida.
Christine tem um mestrado em Política Internacional pela Universidade de Georgetown e um certificado em Horticultura Ecológica pela Universidade da Califórnia,  e recebeu uma bolsa de investigação da Universidade de Michigan para estudar os esforços das mulheres das Coreias do Norte e do Sul que lutam para construir a paz na Zona Desmilitarizada da Coreia (DMZ).
Em 2005, Christine Ahn foi uma das fundadoras do Korea Policy Institute (KPI), um instituto educativo-académico criado por coreano-americanos.
Em 2014, Christine Ahn foi também uma das fundadoras da Women Cross DMZ, um movimento global de mulheres que advogam pelo fim do conflito entre a Coreia do Norte e a Coreia do Sul, pela reunião de famílias e que quer assegurar a liderança das mulheres na construção da paz.

### Women Cross DMZ
Em 24 de maio de 2015 um grupo formado por 30 mulheres activistas pela paz, incluindo a feminista Gloria Steinem e duas ganhadoras do Prémio Nobel da Paz, Mairead Maguire da Irlanda do Norte e Leymah Gbowee da Libéria, cruzaram a Zona Desmilitarizada marchando da Coreia do Norte em direcção à Coreia do Sul, para exigir a realização de um tratado com vista ao término formal da Guerra da Coreia e a reunificação da península.
Dois anos após a campanha, em 2017, a coordenadora internacional da campanha Women Cross DMZ, Christine Ahn, foi impedida de entrar na Coreia do Sul. Segundo o Ministério de Justiça daquele país, a activista poderia ferir os interesses e a segurança pública nacionais. Em entrevista ao New York Times, Ahn disse suspeitar ter sido colocada na lista negra da Coreia do Sul pela então presidente Park Geun-hye, devido a sua participação na organização da campanha.

## Reconhecimentos
A OMB Watch incluiu Ahn no seu Quadro de Mérito com uma Estrela em Ascensão de Interesse Público e quer a Fundação Agape como a Fundação Wallace Alexander Gerbode a reconheceram pelo seu activismo pela paz.